# Walnut Grove (Missisipi)
Walnut Grove – miasto w Stanach Zjednoczonych, w stanie Missisipi, w hrabstwie Leake.